# نون و مربا برای فرانسیس
نون و مربا برای فرانسیس (به انگلیسی: Bread and Jam for Frances) دومین آلبوم استودیویی از سوئیچ‌بلید سمفونی می‌باشد. این آلبوم در بریلیانت استودیوز و پرایوت آیلند ترکس به‌ترتیب واقع در سان فرانسیسکو و هالیوود ضبط و در پرایوت آیلند مستر شده‌است.